# Jan Kinnam
Jan Kinnam, właściwie Kinnamos (gr. Ἰωάννης Κίνναμος, bądź Κίναμος; ur. po 1143 - zm. po 1195) – historyk bizantyński, tajny sekretarz cesarza Manuela I Komnena
Jan Kinnam był tajnym sekretarzem cesarza Manuela I Komnena (1143-1180) i jednym z jego najbliższych współpracowników. Napisane przez niego dzieło historyczne, które zachowało się w skrócie zatytułowanym Epitoma przedstawia dzieje panowania Jana II i Manuela I Komnenów w latach 1118-1176.

## Życie
Jan Kinnamos urodził się po 1143 roku w arystokratycznej rodzinie bizantyńskiej. Odebrał staranne wykształcenie humanistyczne, zwłaszcza retoryczne. Posiadał również gruntowną wiedzę wojskową. Należał do najbliższych współpracowników cesarza Manuela I. Był jego tajnym sekretarzem (basilikos grammatikòs). Podzielał cesarską ideę restytuowania Cesarstwa Rzymskiego i zjednoczenia go jako potężnego Imperium Romanum pod berłem cesarza bizantyńskiego. Uczestniczył w licznych wyprawach wojennych Manuela I do Azji Mniejszej i Europy. Był świadkiem dotkliwej klęski wojsk cesarskich pod Myriokefalion w 1176 roku. Za panowania Andronika I Komnena brał udział w dysputach teologicznych. Zmarł po 1195 roku.

## Dzieło
Kinnamos pozostawił po sobie wartościowe dzieło historyczne zatytułowane Epitome (Epitomé). Zachowała się ona w jednym mocno uszkodzonym rękopisie z XIII wieku i w dwóch kopiach z XVI i XVII wieku. Epitoma stanowi kontynuację Aleksjady Anny Komneny, która swoje dzieło zakończyła na roku 1118. Chociaż Kinnamos rozpoczyna swoją narrację od śmierci Aleksego I (1118), to jednak panowanie Jana II Komnena (1118-1143) przedstawia w wielkim skrócie, jedynie jako wstęp do następnej części poświęconej Manuelowi I. Pisze, że wolał zająć się dokładniej okresem panowania Manuela I, który zna lepiej jako naoczny świadek. Dzieło urywa się na roku 1176, na cztery lata przed śmiercią Manuela I, chociaż Kinnamos żył przynajmniej do roku 1195, stąd przypuszcza się, że pierwotna wersja utworu została doprowadzona do roku 1180. Tytuł (epitoma to tyle co skrót), niekonsekwencje i opuszczenia w tekście, powoływanie się przez autora na nieistniejące miejsca w tekście skłania część badaczy do przyjęcia, że zachowany rękopis stanowi jedynie skrót pierwotnego dzieła Kinnamosa. Istnieje też możliwość, że praca nie została wykończona przez autora, a następnie została wydana przez kogoś innego. XIII-wieczny rękopis watykański wskazuje na niezbyt konsekwentny podział całości na dwie części. Nowożytny wydawca podzielił Epitomę na siedem ksiąg.
Przedstawiając rządy Jana II Komnena, Kinnamosa oparł się na dziełach swoich poprzedników Jana Zonarasa i Anny Komneny. Dla opisania rządów Manuela I oparł się na własnych obserwacjach i dokumentach państwowych, do których miał łatwy dostęp. Wykorzystał między innymi instrukcję Manuela I udzieloną poselstwu Fryderyka I Barbarossy ze 1155 roku, rozporządzenia cesarskie, teksty układów pokojowych, dokumenty dyplomatyczne, listy papieskie. Autentyczne są też mowy umieszczone w Epitomie.
Jego praca napisana prostym i zwięzłym stylem ma wielką wartość dla poznania okresu panowania Manuela I. Kinnamos daleki jest od pochlebstw. Chociaż w pełni akceptował politykę cesarza, stara się jego czyny przedstawić w pełni obiektywnie, opisując sukcesy w stosunkach międzynarodowych, ale też dyplomatyczne niepowodzenia i klęski militarne. Relacje z bitew świadczą o dużej znajomości zagadnień wojskowych. Kinnamos pozostawił też w swoim dziele sporo informacji o Turkach, Pieczyngach, Scytach, Kumanach i Węgrach.
Kinnamos obrał sobie jako mistrza w historycznym rzemiośle Prokopiusza z Cezarei. W stylu i języku naśladował Herodota i Ksenofonta. Posługiwał się wyszukanym słownictwem, archaizował nazwy ludów ościennych: Turków nazywał Persami, Węgrów – Hunami. Epitoma pozostała w Bizancjum dziełem prawie nieznanym. Spośród historyków, korzystał z niej tylko Niketas Choniates.
Zachowały się również dwa mniejsze utwory Kinnamosa: Mowa (Lògos) do cesarza z dynastii Angelosów oraz młodzieńcza wprawka retoryczna z rodzaju ethopoiia (opis charakteru) zatytułowana Co by powiedział malarz, który namalował Apollina i Dafne, gdyby mu zabrakło miejsca na obrazie?.